# Portretul lui Benito Pérez Galdós
Portretul lui Benito Pérez Galdós (în spaniolă Retrato de Benito Pérez Galdós) este un portret în ulei, pictat în 1894 de pictorul postimpresionist spaniol Joaquín Sorolla. El îl reprezintă pe scriitorul spaniol Benito Pérez Galdós (1843-1920) la vârsta de 51 de ani.

## Fișă istorică
Pictura a fost realizată în 1894 de Joaquín Sorolla (1863-1923), iar scriitorul Benito Pérez Galdós a păstrat-o în casa sa din Santander. În urma unei solicitări, Galdós a acceptat să o trimită la o expoziție de la Madrid, transmițându-i grădinarului său o scrisoare cu instrucțiuni detaliate pentru ca pictura să nu sufere daune în timpul transportului.
Prima prezentare publică documentată a portretului lui Galdós a avut loc în vara anului 1906 în cadrul expoziției „Sorolla y Bastida” de la „Galerie Georges Petit” din Paris, unde tabloul a fost prezentat sub titlul „Portrait du Romancier Pérez Galdós”. O jumătate de secol mai târziu, în 1963, tabloul era expus în Casón del Buen Retiro din Madrid. Portretul a fost achiziționat în iulie 1973 de la nepoții romancierului de Cabildo de Gran Canaria pentru a fi expus în Casa-Museo Pérez Galdós din Las Palmas de Gran Canaria, iar cinci ani mai târziu a devenit foarte popular atunci când Fábrica Nacional de Moneda y Timbre (Monetăria Spaniolă) l-a ales pentru a ilustra bancnotele de 1.000 de pesete ale seriei emise între 1979 și 1985.
Tabloul a fost transportat în 1985 la Liège pentru a fi expus în cadrul expoziției „Sorolla-Solana”. El a fost expus, de asemenea, în 1998 la Bilbao și la Madrid. La începutul secolului al XXI-lea, în anul 2000, a participat la expoziția „Mariano Benlliure y Joaquín Sorolla. Centenario de un homenaje” de la Muzeul secolului al XIX-lea din Valencia, iar un an mai târziu a fost inclus în expoziția „Sagasta y el liberalismo español” din Sala BBVA de la Madrid. A fost expus ulterior în 2009 la Muzeul Prado în cadrul expoziției „Joaquín Sorolla (1863-1923)” și la Biblioteca Națională cu ocazia comemorării a 50 de ani de la moartea lui Gregorio Marañón. A fost adus din nou în Casa-Museo Pérez Galdós din Las Palmas în anul 2011, după încheierea lucrărilor de renovare, iar în 2013 a fost transportat din nou la Biblioteca Națională pentru expoziția „La Lengua y la palabra: 300 años de la Real Academia Española”. În perioada 26 mai - 13 septembrie 2014 a fost expus la Muzeul Prado în cadrul marii expoziții monografice dedicate lui Sorolla, care a fost vizitată de 459.267 de persoane.

## Analiza picturii

Portretul lui Benito Pérez Galdós, pictat de Sorolla, pe bancnotele verzi de 1.000 de pesete ale Tranziției Spaniole.

Cu un format orizontal (tip peisaj) și cu o încadrare și o postură mai puțin obișnuite, ușor inovatoare, însă obișnuite în galeria portretelor lui Sorolla, portretul lui Galdós a fost unul dintre primele omagii picturale aduse grupului regeneraționliștilor spanioli sau „aristocrației spiritului” (conform definiției date de scriitorul și omul politic Ramón Pérez de Ayala). Scriitorul canarian este reprezentat așezat pe o bancă lungă, sprijinindu-și pe spătarul ei brațul drept și având în mâna dreaptă o țigară, în timp ce mâna stângă se sprijină într-un baston. Fire boemă, Galdós este îmbrăcat cu un sacou maro și o vestă neagră și are la gât un papion în dungi. Pe peretele din spatele lui se observă o porțiune dintr-un tablou cu o ramă aurită, care reproduce o scenă marină, ceea ce ar putea fi o aluzie la originea insulară a romancierului și la dragostea sa față de mare.
Portretul - în special capul și mâinile - este realizat cu un anumit ton tenebrist, urmând modelele spaniole din secolul al XVII-lea (inclusiv interpretarea pe care Edouard Manet a făcut-o picturii lui Velázquez), deși mai puțin evident decât în portretele savantului Santiago Ramón y Cajal sau pictorului Aureliano de Beruete. Sorolla renunță aici la canoanele portretului tradițional, pe care le abordase atunci când realizase portrete ale prietenilor și familiei.